# 本田洞察者
本田洞察者（日語：ホンダ·インサイト）是由日本本田技研工業生產的混合動力環保車。

## 概要
2008年9月4日, Honda 公佈了Insight 二代新車型為五門油電車。概念車於2008巴黎車展亮相。北美則在洛杉磯車展亮相。
新一代以駕駛者習慣為基礎的燃油科技命名為「節能駕駛輔助系統」（Ecological Drive Assist System），首次用於 Honda Insight。
估計EPA（美國國家環境保護局）測試法測出來的油耗經濟效率是每100公里5.739升, 市區每100公里5.88升 高速公路為每100公里5.47升。
英國公佈的測試為100公里3.663升，以及CO2排放101g/km, 幾乎是全英國最低。
Honda 估計全球每年可以賣出200,000 輛，包含美國區賣出的100,000 輛。 Honda還預估其他型的油電車（例如跑車型）還有一年500,000 輛的潛在市場可以在下一個10年開發出來。2009年4月, Insight 成為第一輛在日本打敗汽油車奪下銷售冠軍的油電車。雖然洞察者的外型和價錢有優勢，但是馬力和舒適度比其他高價油電車有所犧牲。然而在金融海嘯的大環境下，事實證明物美價廉比其他因素更能吸引消費者。
2012年款Insight在2011年9月法蘭克福車展亮相。針對空氣力學改進，包括車頭水箱護罩和保桿進氣壩，車尾後保桿兩側新增一道趨近直角的折線下往後輪孔。車尾部份，更扁平的擾流尾翼，體積縮小的後擋雨刷馬達，增進車輛後方的視野面積。動力系統的效能改善：降低引擎內部阻力、CTV變速系統效能、空調系統能源管理，使二氧化碳排放量得以降低至96 g/km。除整體動力效能進步外，車室內部，改善後座座椅造型為乘員提供更佳的乘坐舒適度，而車室也加強隔音物料，令駕駛舒適性、行車穩定性、以至乘坐質感均一併提升。依日本10・15油耗測試，油耗可達到31.0 km/L，而依日本JC08模式測試，油耗亦達27.2 km/L。
在日本市場，本田加入Insight Exclusive車系，搭配與CR-Z同樣的1.5升i-VTEC引擎與IMA系統，並配具換檔撥片的模擬7速CVT變速系統。以日本10・15油耗測試，仍可達26.5 km/L，而依日本JC08模式測試，油耗亦有23.2 km/L的成績。
2012年下半年，東風本田引入中國市場。

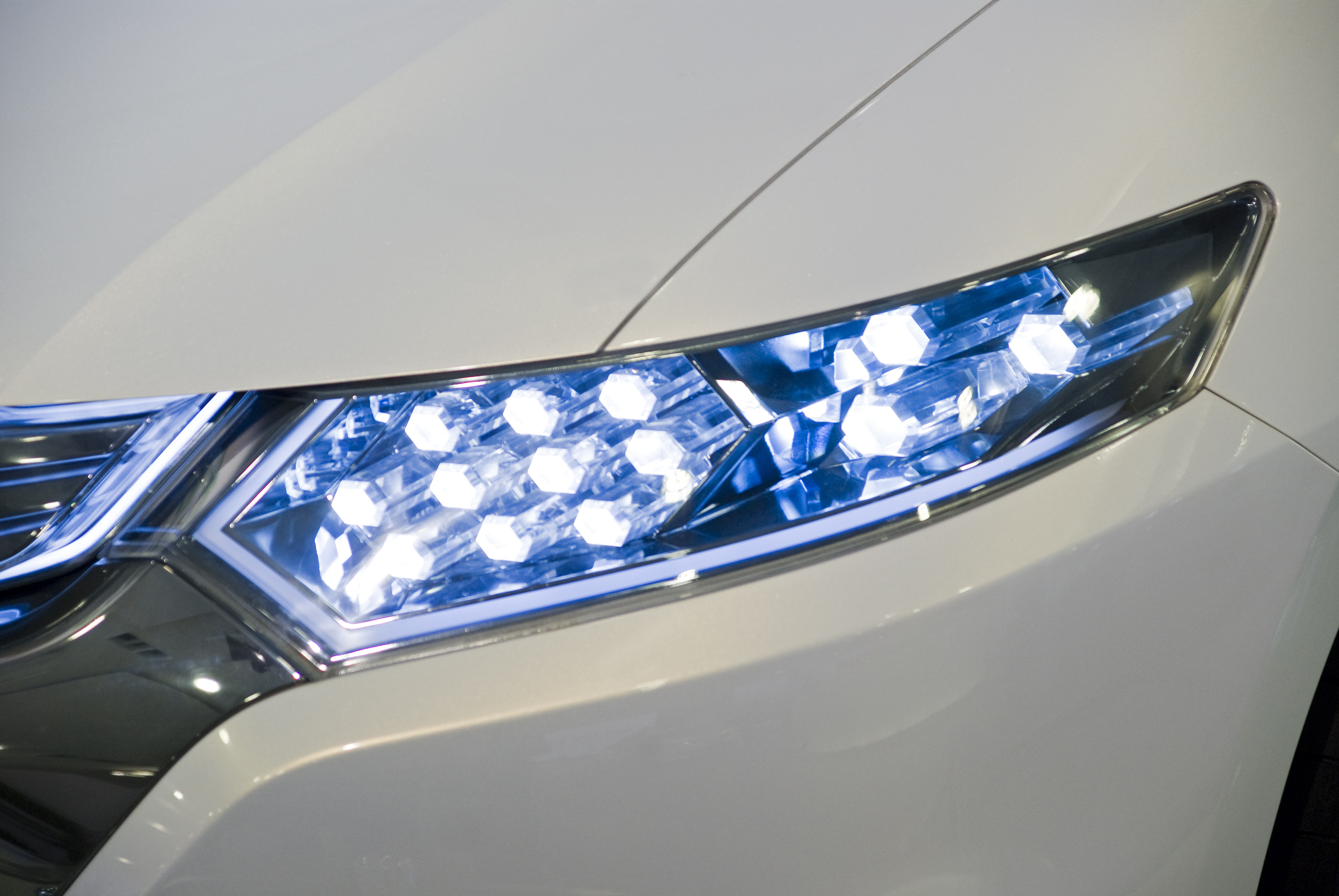
LED頭燈
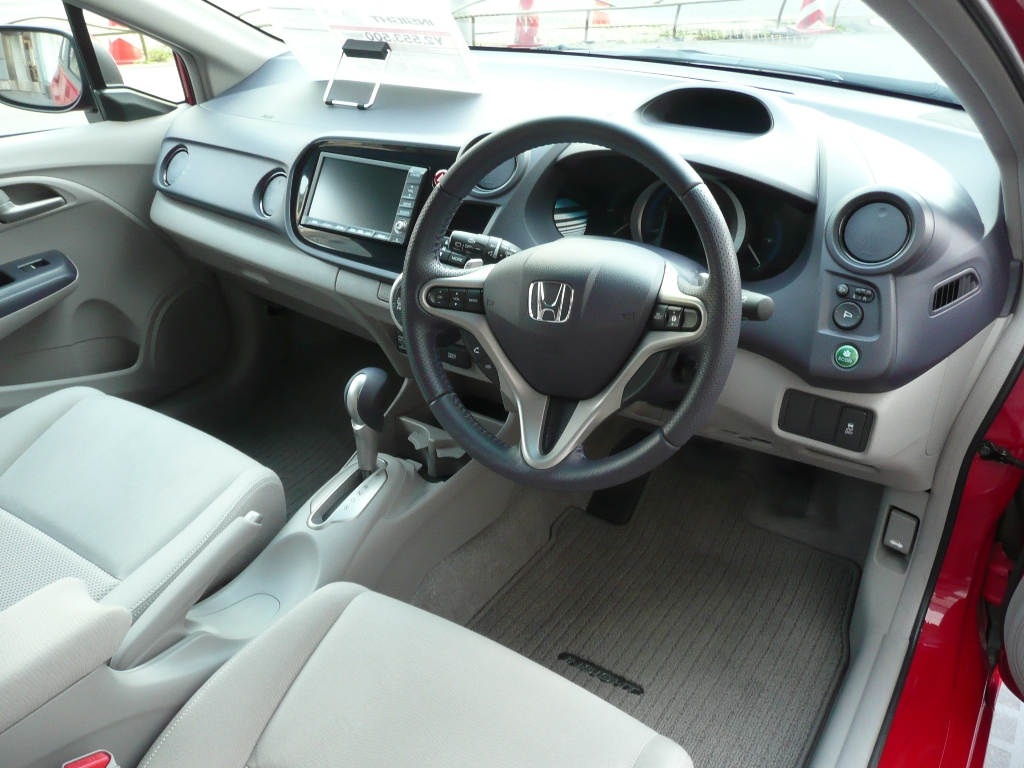
內裝
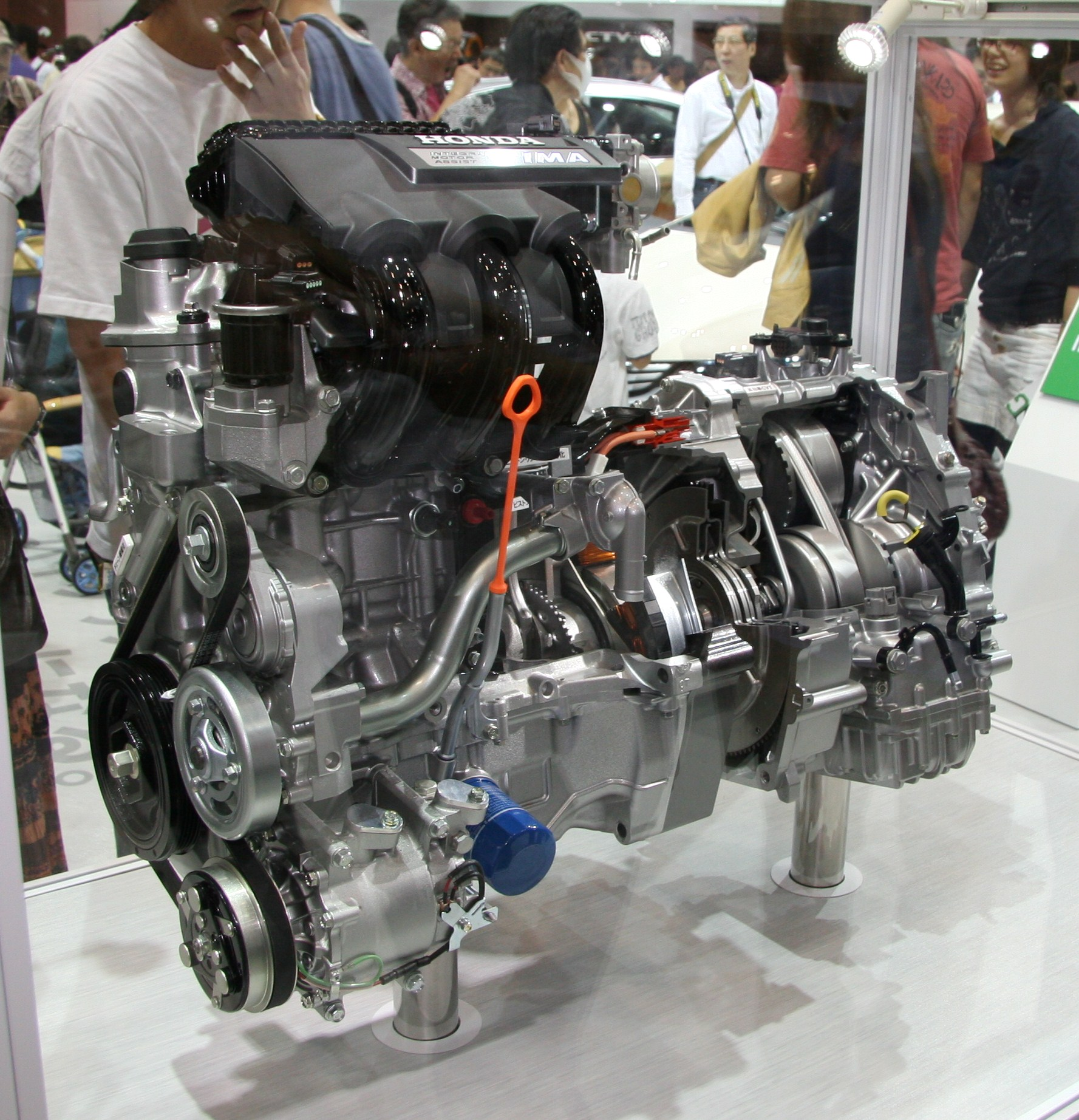
ZE2油電混和引擎

## 售價
本田新洞察者首度開賣地為日本, 2009年推廣到全球。英國售價為£15,490英鎊. 是全世界最便宜油電車，並迅速於2009年4月成為日本新車銷售冠軍，也是第一台打敗汽油車銷售量的油電車。
2009年2月6日新洞察者於日本開賣，售價為¥1,890,000和¥2,210,000。2009年3月24日新洞察者於北美開賣，售價為US$19,800 和 US$ 23,200，目前也是美國最便宜的油電車。 
於2010年12月24日在台灣上市，為當地首款進口油電車售價低於一百萬新台幣，由台灣本田股份有限公司進口。

## 獲獎
2009年日本自動車殿堂(Japan Automotive Hall of Fame)年度最佳日本國產新車大賞。

## 關連項目
- 混合動力車輛

## 外部連結
- honda insight銷售稱王